# Раздимаха Георгій Семенович
Гео́ргій Семе́нович Раздима́ха (* 17 квітня 1903, село Танюшівка Старобільського повіту Харківської губернії, нині Новопсковського району Луганської області — † 16 грудня 1980, Кам'янець-Подільський) — український астроном, педагог. Кандидат технічних наук (1939). Доцент. Співавтор навчального посібника «Астрономія», призначеного для студентів фізико-математичних факультетів педагогічних інститутів України (1971).

## Біографічні відомості
У березні 1920 року став членом більшовицької партії. Брав участь в організації комсомолу. Раздимаху обрали секретарем ініціативної групи, а потім секретарем Старобільського повітового бюро комсомолу. У липні 1920 року за завданням Старобільського повітового бюро комітету комсомолу прибув у Біловодськ. Там розповів хлопцям і дівчатам про ті завдання, які повинні вирішувати комсомольці, і став записувати охочих вступити до комсомолу .
1933 року закінчив механіко-математичний факультет Московського університету.
Був старшим науковим співробітником Центрального науково-дослідного інституту геодезії, аерознімання та картографії (ЦНДІГАіК).
Працював у Кам'янець-Подільському педагогічному інституті (нині Кам'янець-Подільський національний університет імені Івана Огієнка). Був деканом фізико-математичного факультету, завідувачем і доцентом кафедри фізики. Викладав в основному астрономію, а також математику, інколи — фізику.
Обирався депутатом Кам'янець-Подільської міської ради.
Для навчального посібника «Астрономія» (1971) Раздимаха написав «Вступ» і три розділи: «Короткий нарис розвитку астрономії», «Будова сонячної системи», «Елементи небесної механіки».

## Нагороди
Нагороджено орденом Червоного Прапора, орденом Трудового Червоного Прапора, десятьма медалями.

## Праці
- Раздымаха Г. С. Опытный прибор ЦНИИГАиК с минимальными кварцевыми маятниками // Исследования по гравиметрии: Сборник. — Москва: Геодезиздат, 1941. — № 7.
- Раздымаха Г. С. Установление длины метра (опыт изложения истории введения метрической системы мер и её обоснования астрономо-геодезическими методами). — Москва: Геодезиздат, 1951. — 92 с.
- Боярченко І. Х., Гулак Ю. К., Раздимаха Г. С., Сандакова Є. В. Астрономія / Затверджено Міністерством освіти УРСР як навчальний посібник для фізико-математичних факультетів педагогічних інститутів. — К.: Вища школа, 1971. — 383 с.